# Moraea saxatilis
Moraea saxatilis es una especie de planta perenne y rizomatosa del género Moraea, familia Iridaceae. Fue descrita por Goldblatt y J.C.Manning.
Es endémica limitada de Kliphuisvlakte sobre Porterville en Cabo Occidental, Sudáfrica. Registrada por primera vez en septiembre de 2019, M. saxatilis está restringida a suelos poco profundos y estacionalmente anegados sobre láminas de arenisca. Esta especie diminuta tiene hojas terete inusuales con una línea dorsal translúcida media y flores distintivas de color lila pálido moteadas irregularmente o veteadas de azul oscuro hacia el centro, con filamentos libres o connatos solo en el tercio basal.
Esta especie fue descubierta en el área silvestre de Groot Winterhoek, un área de conservación muy visitada cerca de Ciudad del Cabo.